# Salinamexus koreanus
Salinamexus koreanus is een keversoort uit de familie van de kortschildkevers (Staphylinidae). De wetenschappelijke naam van de soort is voor het eerst geldig gepubliceerd in 2007 door Jeon & Ahn.